# Sant Francesc d'Assís del Vernet
Sant Francesc d'Assís del Vernet és l'església parroquial del barri del Baix Vernet, de la ciutat de Perpinyà, a la comarca del Rosselló, de la Catalunya del Nord.

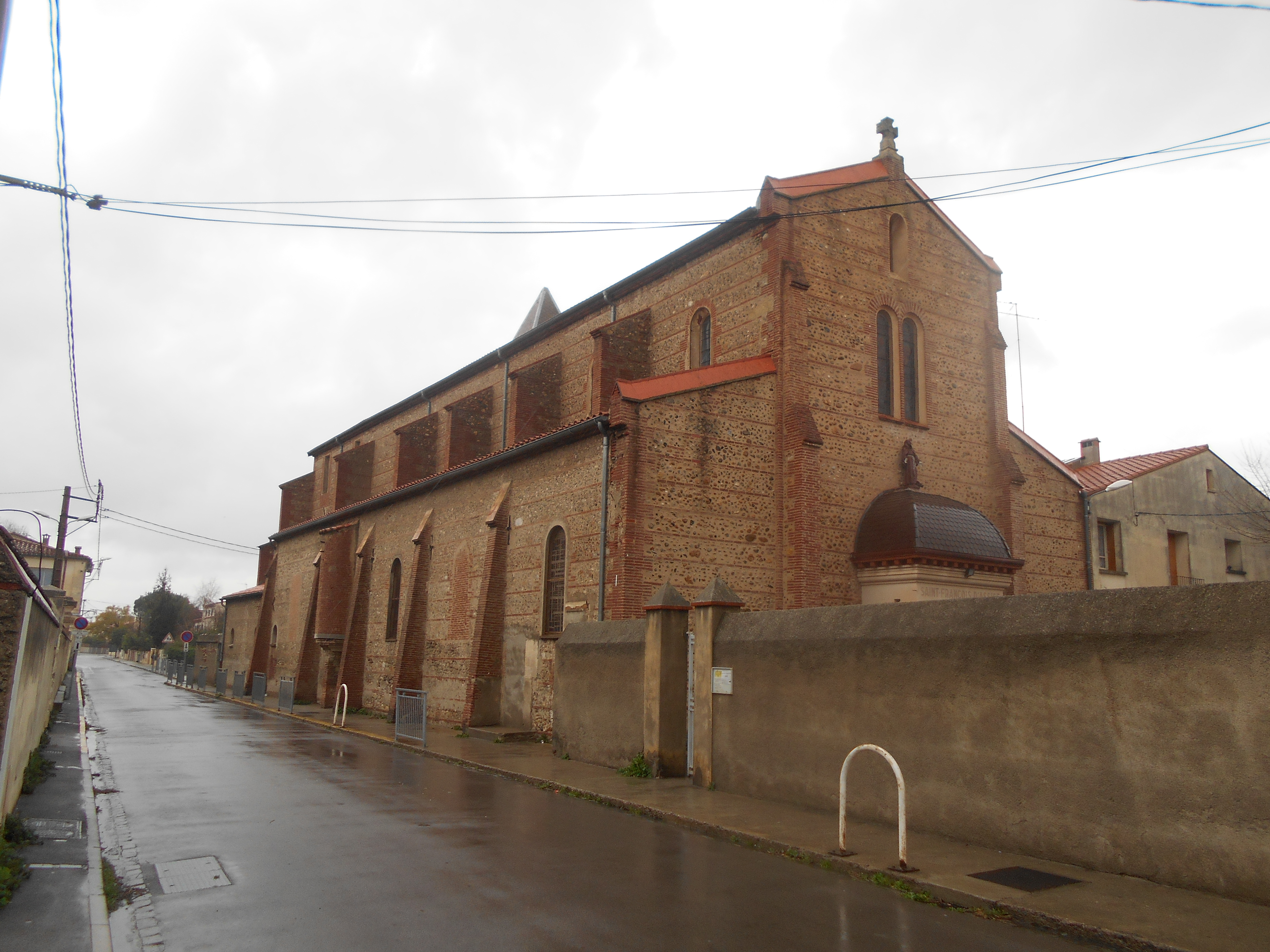
Façana oriental i mur meridional de l'església

És al sector sud-est del centre de Perpinyà, al número 11 del carrer de Paul Fort, tot i que té l'entrada pel carrer de Deodat de Severac.
En aquesta església fou creada el 1907 la parròquia de Sant Cristòfol, després d'alguns segles d'haver perdut la categoria parroquial. El 1943 es va veure la necessitat de fer la parròquia més a prop del nou hospital de la ciutat de Perpinyà. No va ser fins al 1955, però, que es procedí a la creació d'una nova parròquia al Vernet, amb el trasllat de l'advocació de Sant Cristòfol a la nova església, situada al costat de l'antiga església de Sant Cristòfol, medieval, i la creació de la nova parròquia de Sant Francesc d'Assís als locals on havia funcionat fins a aquell moment la de Sant Cristòfol.